# Mouaz al-Khatib
Àhmad Mouaz Al-Khatib Al-Hassani o també Moaz al-Khatib (àrab: أحمد معاذ الخطيب, Aḥmad Muʿāḏ al-Ḫaṭīb) (nascut el 1960) fou el primer president de la Coalició nacional de forces d'oposició i revolució sirianes. És un antic imam de la mesquita dels Omeies a Damasc.
Al-Khatib originalment va estudiar geofísica aplicada i treballà com a enginyer durant sis anys. És un membre de la Societat Geològica Siriana i la Societat Siriana per a la Ciència Psicològica. Era prèviament President i roman President Honorífic de la Societat Islàmica d'Urbanització.

## Trajectòria vital i política
Nascut el 1960, Khatib prové d'una família sunnita damascena ben. El seu pare, Xeikh Mohammed Abu al-Faraj al-Khatib, era un prominent erudit islàmic i predicador.
Khatib originalment estudià geofísica. Estigué sis anys treballant com a enginyer i gerent per a diverses i importants companyies petrolieres, inclosa la divisió siriana de la Royal Dutch Shell, És també membre de la Societat Geològica Siriana i la Societat Siriana per a la Ciència Psicològica, i era president de la Societat Islàmica d'Urbanització. El seu estatus com a antic imam el fa una figura clau a l'establishment religiós de Síria.
Khatib també establí la Societat de Civilització Islàmica, i ensenyà Xaria (Llei islàmica) a l'Institut Xeikh Badr al-Din al-Husni a Damasc, i Daawa (Crida a Islam) a l'Institut Tahzib per a les ciències de la Xaria. Va viatjar per l'estranger per ensenyar, i entre altres llocs va estar a Bòsnia i Hercegovina, els Països Baixos, Nigèria, Turquia, Regne Unit i els Estats Units.
El periodista i escriptor sirià Rana Kabbani, amic des de fa anys de Khatib, va dir "Al llarg dels anys, hem tingut una conversa política molt intensa sobre el que havia de ser fet a Síria, discussions llargues sobre el que estava malament amb la societat i el que es podria fer sobre això. Era la meva finestra a Síria alhora quan jo no podia anar-hi físicament." Kabbani continuava dient "ell ve d'una àrea a la ciutat vella de Damasc, una part de la ciutat que es caracteritza pel seu protagonisme contra els colonialistes francesos, i que produí lluitadors per la llibertat. Era un tradicional escena musulmana damascena, una devota àrea sunnita amb una llarga història de resistència. "Es preocupava molt profundament per les víctimes de la massacre de 1982 [a la ciutat siriana d'Hama]. Sempre estava cercant maneres d'allotjar o educar aquells [supervivents] que l'estat volia morts o desterrats."
Els intel·lectuals musulmans moderats i els analistes més pro-occidentals com Kabbani no són les úniques veus favorables per l'ascens sorpresa del President de la Coalició nacional de forces d'oposició i revolució sirianes. Preguntat a EsinIslam sobre l'estil de direcció del Dr. Àhmad Al-Khatib, el clergue erudit africà resident a Londres i anterior investigador a la Universitat de Damasc, Xeikh Adelabu, que solia assistir a conferències amb el nou líder de l'oposició siriana, deia: "Fins on conec Xeikh Moaz Al-Khatib, dels nostres dies en què solíem seure braç a braç quan assistíem a conferències del nostre gran 
Xeikh Abul-Qadir Al-Arnaout a Mazzah Failat i Jami' Az-Zahra Mazzah Jabal, a principis del 1990, no només era de confiança, era un investigador fiable sobre els seus propis drets i de competència provada.

## Punts de vista polítics i religiosos
Al-Khatib ha estat descrit per The Guardian i The Economist com un moderat, encara que Al-Khatib té una reputació per escrits antioccidentals i antisemites. Acusava Occident de donar suport al règim de Hosni Mubàrak a Egipte, tot explicant que "l'esfondrament del règim egipci és el començament del descens del sistema regional internacional... " i que "l'esfondrament d'Egipte mateix és un desig israelià enorme [que emana] del seu paorós projecte de dividir la regió en repugnants entitats sectàries." Afirmava que els països europeus estan cometent neteja ètnica de minories musulmanes.
Al-Khatib és seguidor del clergue telepredicador egipci, resident a Qatar, Yusuf al-Qaradawi. Posava al-Qaradawi al mateix nivell que el tunisià Mohamed Bouazizi, l'autoimmolació del qual marcà el començament de la Primavera Àrab. Es referia a al-Qaradawi com "el nostre gran Imam". A Qaradawi se li ha prohibit l'entrada a França i el Regne Unit pel seu suport als terroristes suïcides; fins i tot ha qualificat tals actes contra civils israelians d'"evidència de la justícia de Déu." El lloc web de Khatib anomenava els jueus "adoradors d'or" i "els enemics de déu", mentre ell lloava Saddam Hussein per "aterrir els jueus." Khatib també s'ha referit a musulmans xiïtes com a "negacionistes" i ha manifestat que "estableixen mentides i les segueixen."
Fou empresonat unes quantes vegades per la seva crítica del govern durant la revolta contra el president Baixar al-Àssad, abans de fugir del país i instal·lar-se al Caire. Khatib no és aliat de cap partit polític i es coneix com un moderat que ha fet una crida al pluralisme polític i s'oposa fortament a divisions sectàries entre sirians.
L'octubre de 2012 es mostrà crític amb el paper que els militants islamistes havien jugat quan s'intensificà la violència de la guerra civil. Va dir que la seva prominència havia permès als països occidentals de descriure la revolta com a "extremista".
Khatib és un defensor actiu de la pluralitat política, incloent-hi la igualtat per a les dones.
En la seva declaració a una multitud prop de Damasc, poc després de la revolta siriana el 2011, digué "Germans meus, vam viure totes les nostres vides, sunnites, xiïtes, alauites, i drusos, com una comunitat d'un sol cor. I amb nosaltres vivien els nostres germans estimats [cristians] que segueixen Jesús, la pau sigui amb ells. Ens hauríem d'adherir a aquest lligam entre nosaltres i protegir-lo en tot moment." Afegí que "Qualsevol jardí és més bonic si està ple de flors de totes les classes."
Després de ser elegit president de la Coalició nacional de forces d'oposició i revolució sirianes, va dir "us dic que els alauites són més propers a mi que molta altra gent que conec", i "quan parlem de llibertat, volem llibertat per a totes les persones en aquest país."

## Implicació en la guerra civil siriana
El juliol de 2012, al-Khatib fugí de Síria després d'haver estat empresonat diverses vegades.
L'11 de novembre de 2012, al-Khatib fou elegit President de la Coalició nacional de forces d'oposició i revolució sirianes, una coalició de forces opositores que es formà el mateix dia. La coalició has estat reconeguda des d'aleshores com a legítim govern de Síria per la comunitat internacional.
Al-Khatib no ha exclòs negociar amb el president Baixar al-Àssad, tot afirmant que el diàleg no significava "rendir-se a la crueltat del règim" sinó que era, en canvi, el "menor de dos mals."
Després de ser elegit President de la coalició, Khatib demanà a les potències mundials que armessin l'Exèrcit Sirià Lliure. Moaz al-Khatib també va fer una crida als Estats Units perquè reconsiderin la seva decisió d'incloure el Front al-Nusra de Síria en la seva llista d'organitzacions terroristes estrangeres. Khatib, per contra, va destacar públicament que el Front Al-Nusra és una força militar important i aliat en la rebel·lió per derrocar al govern del president sirià Baixar al-Àssad.
El 24 de març del 2013 al-Khatib va presentar la seva dimissió com a president de la Coalició Nacional Siriana, tot argumentant que no podia "ser capaç de treballar amb llibertat" i que no podia "tenir una organització formal". També va argumentar que se sentia decebut pel fet que la comunitat internacional no s'hagués decidit a enviar armes als rebels, malgrat les massacres del govern del president Àssad. El seu càrrec és ocupat, de manera interina, i des del 22 d'abril del 2013 pel veterà dissident Georges Sabra.